# Pawieł Trachanow
Pawieł Siergiejewicz Trachanow, ros. Павел Сергеевич Траханов (ur. 21 marca 1978 w Moskwie, zm. 7 września 2011 w Jarosławiu) – rosyjski hokeista.
Jego kuzyn Dienis (ur. 1989) także został hokeistą.

## Kariera
- CSKA 2 Moskwa (1994-2001)
- CSKA Moskwa (1995–2005)
- Siewierstal Czerepowiec (2005–2007)
- HK MWD Bałaszycha (2007–2010)
- Atłant Mytiszczi (2010–2011)
- Łokomotiw Jarosław (2011)

Był wychowankiem CSKA Moskwa. W 1996 roku wraz z rosyjską kadrą juniorów zdobył mistrzostwo Europy. Zawodowo grał od 1997 roku. W 2010 roku, reprezentując klub HK MWD Bałaszycha, został finalistą Pucharu Gagarina. Sukces ten powtórzył w 2011 w barwach Atłanta Mytiszczi. Po sezonie przeszedł do Łokomotiwu Jarosław. Zginął 7 września 2011 roku w katastrofie lotu Jak Sierwis 9633 wraz z innymi hokeistami tego klubu.
Został pochowany na Cmentarzu Wostriakowskim w Moskwie.
Był żonaty z Jekatieriną. Osierocił trzech synów.
W marcu 2014 zorganizowano w Moskwie turniej jego pamięci.

## Sukcesy
Reprezentacyjne
- Złoty medal mistrzostw Europy juniorów do lat 18: 1996

Klubowe
- Srebrny medal mistrzostw Rosji / KHL: 2010 z MWD, 2011 z Atłantem